# Giacomo Marchetti
Giacomo Marchetti (5. ledna nebo 18. dubna 1817 Bolbeno – 15. nebo 18. prosince 1883 Bolbeno nebo Arco), byl rakouský právník a politik italské národnosti z Tyrolska (respektive z Jižního Tyrolska), v 2. polovině 19. století poslanec Říšské rady.

## Biografie
Během revolučního roku 1848 patřil mezi zakladatele legie v Trentu. 10. dubna 1848 pak byl jmenován předsedou prozatímní zemské vlády v okolí Trenta. Tato lokální italská administrativa však byla brzy potlačena rakouskou protiofenzívou. V srpnu 1850 byl jmenován starostou města Tione.
Zasedal jako poslanec Tyrolského zemského sněmu, na který byl zvolen v březnu 1861. Opětovně sem usedl i ve volbách v lednu 1866 za obvod Tione. Zemským poslancem byl až do své smrti v roce 1883.
Byl i poslancem Říšské rady (celostátního parlamentu Předlitavska), kam nastoupil v prvních přímých volbách roku 1873 za kurii venkovských obcí v Tyrolsku, obvod Roveredo, Riva, Tione atd. Rezignaci oznámil dopisem 23. června 1877 z politických důvodů. Z parlamentu odešelv rámci hromadné vlny rezignací některých italských poslanců poté, co Říšská rada nepřijala návrhy na autonomii jižního Tyrolska. Po své rezignaci kandidoval v září 1877 do Říšské rady znovu. V té době mezi etnickými Italy v Tyrolsku došlo k roztržce ohledně otázky, zda se vůbec podílet na činnosti vídeňského parlamentu. Marchetti získal jen 92 hlasů a porazil ho se ziskem 130 hlasů konzervativní kandidát Luigi Gentilini. V roce 1877 se uvádí jako Dr. Jakob Marchetti, advokát, bytem Tione. V roce 1873 usedl do parlamentu za blok ústavověrných. V listopadu 1873 je uváděn jako jeden z 67 členů nového ústavověrného poslaneckého Klubu levice, vedeného Eduardem Herbstem. Patřil do Italské liberální strany.
Zemřel v prosinci 1883.